# TuS Vinnhorst
Der Turn- und Sportverein Vinnhorst e. V., kurz: TuS Vinnhorst, ist ein Sportverein aus Vinnhorst in Hannover. Im 1956 gegründeten Verein werden die Sparten Turnen, Handball, Schwimmen, Tanzen, Fußball, Faustball und Radfahren angeboten. Der Verein hat 875 Mitglieder (Stand: 2021).

## Handball
Unter dem brasilianischen Trainer Nei Cruz Portela stieg die erste Mannschaft der Männer in vier Jahren dreimal auf, der Weg führte dabei von der Landesliga bis in die Dritte Liga. Nach der vorzeitigen Beendigung des regulären Spielbetriebs in der Spielzeit 2020/21 der 3. Liga aufgrund der COVID-19-Pandemie in Deutschland nutzte der Verein die Möglichkeit, sich für die außerordentliche Aufstiegsrunde zur 2. Bundesliga anzumelden; zum Aufstieg reichte es allerdings nicht. Zwei Jahre später stieg Vinnhorst schließlich in die 2. Bundesliga auf. 2024 stieg Vinnhorst in die 3. Liga ab.

### Kader 2023/24
| 01                     | Norwegen    | Thomas Langerud Kristoffersen | TW         | 31. Jan. 2000 | 25 |
| 12                     | Deutschland | Bent Ole Krebs                | TW         | 17. Aug. 2005 | 19 |
| 21                     | Deutschland | Stefan Hanemann               | TW         | 2. Jan. 1996  | 29 |
| 07                     | Kroatien    | Fran Mileta                   | RA         | 14. Aug. 2000 | 24 |
| 09                     | Deutschland | Falk Kolodziej                | RM         | 10. Nov. 1993 | 31 |
| 10                     | Kroatien    | Marko Buntić                  | RA         | 8. Feb. 1997  | 28 |
| 11                     | Deutschland | Elias Ruddat                  | LA         | 12. Dez. 2002 | 22 |
| 17                     | Deutschland | Maurice Lungela               | RR         | 17. Apr. 1994 | 31 |
| 20                     | Deutschland | Lukas Siegler                 | RL         | 14. Jan. 1997 | 28 |
| 22                     | Deutschland | Milan Mazic                   | KM         | 14. Nov. 1990 | 34 |
| 23                     | Deutschland | Jonas Gertges                 | LA         | 4. Dez. 1997  | 27 |
| 25                     | Deutschland | Melf Hagen                    | RM         | 9. Juni 2001  | 24 |
| 32                     | Deutschland | Marcel Timm                   | KM         | 3. Feb. 1998  | 27 |
| 35                     | Deutschland | Yannik Müßner                 | RL         | 11. Okt. 1996 | 28 |
| 38                     | Deutschland | Nils Schröder                 | RL         | 5. Juni 2002  | 23 |
| 70                     | Deutschland | Tolga Durmaz                  | KM         | 18. Jan. 2000 | 25 |
| 99                     | Deutschland | Matthias Hild                 | RR         | 11. Dez. 1998 | 26 |
|                        | Kroatien    | Davor Dominiković             | Trainer    | 7. Apr. 1978  | 47 |
|                        | Deutschland | Clife Beyer-Pohl              | Co-Trainer | 28. Apr. 1974 | 51 |
| Stand: 26. August 2023 |             |                               |            |               |    |

## Turnen
2014 gelang der Männer-Mannschaft der Aufstieg aus der 3. Bundesliga. Nach dem Aufstieg 2018 aus der 2. Bundesliga tritt sie seit 2019 in der Bundesliga an. 2021 wurde die Mannschaft erstmals in der Vereinsgeschichte Deutscher Meister. 2022 gelang die Titelverteidigung.

## Spielstätten
Mit Unterstützung des Mäzens Martin Weiß, Gründer der ZAG Zeitarbeits-Gesellschaft und einst als Handballer in Vinnhorst spielend, wurde von 2019 bis 2021 eine Multifunktionshalle gebaut.